# Zeuctostyla rubricollis
Zeuctostyla rubricollis là một loài bướm đêm trong họ Geometridae.